# Olivia Blake
Olivia Frances Blake (ur. 10 marca 1990 w North Newbald) – brytyjska polityk Partii Pracy, deputowana Izby Gmin.

## Działalność polityczna
Od 12 grudnia 2019 reprezentuje okręg wyborczy Sheffield Hallam w brytyjskiej Izbie Gmin.